# Tyra

Tyra Leijman-Uppström cirka 1905.

Tyra, även Thyra, är ett gammalt danskt kvinnonamn vars innebörd är osäker. Möjligtvis kan det betyda helgad åt guden Tyr. Det kan också vara en latinisering av det forndanska Thyrwi, sammansatt av en sidoform till Tor och vad som troligen är en substantivisering av ett adjektiv motsvarande helig, det vill säga helgad. Ett annat alternativ för den senare komponenten är att det är en bildning till ett verb motsvarande kämpa.
Tyra blev ett mycket populärt namn i delar av Norden i slutet av 1800-talet och början av 1900-talet, då det nordiska och skandinaviska allmänt hade ett uppsving. Under resten av 1900-talet var det relativt ovanligt, men upplevde en renässans i början av 2000-talet. 
31 december 2010 fanns det totalt 6 506 personer i Sverige med namnet Tyra varav 4 277 med det som tilltalsnamn.
År 2003 fick 290 flickor namnet, varav 211 fick det som tilltalsnamn. År 2022 fick 206 flickor namnet som tilltalsnamn, vilket placerade det på plats 54 bland flickor.
Namnsdag: i Sverige 28 april, (1901-2000: 12 september). I den finlandssvenska namnsdagslängden har Tyra namnsdag 18 februari sedan starten 1929, då en egen namnsdagskalender togs i bruk för finlandssvenskar.

## Kända personer med namnet Tyra eller Thyra
- Tyra Danebot, dansk drottning, gift med Gorm den gamle
- Tyra Haraldsdotter, dansk och sedan svensk prinsessa, sedan norsk drottning, dotter till Harald Blåtand
- Thyra av Danmark, dansk prinsessa, dotter till Kristian IX av Danmark
- Thyra av Danmark, dansk prinsessa, dotter till Fredrik VIII av Danmark och Louise av Sverige
- Tyra Areskoug, svensk volleybollspelare
- Tyra Banks, amerikansk fotomodell och författare
- Tyra Dörum, svensk skådespelare
- Tyra Fischer, svensk skådespelare
- Tyra Kleen, svensk författare och illustratör
- Tyra Leijman-Uppström, svensk skådespelare
- Tyra Lundgren, svensk skulptör och keramiker
- Tyra Ryman, svensk skådespelare
- Tyra Sjöstedt, svensk bloggare